# Cymothoe uniformis
Cymothoe uniformis är en fjärilsart som beskrevs av Heinrich Neustetter 1952. Cymothoe uniformis ingår i släktet Cymothoe och familjen praktfjärilar. Inga underarter finns listade i Catalogue of Life.